# Люис, Жюль Бернар
Жюль Берна́р Люи́с или Люи́, также Льюи́с (фр. Jules Bernard Luys; 17 августа 1828 года, Париж — 21 августа 1897 года, Divonne-les-Bains) — французский медик-невролог и психиатр; врач больницы Сальпетриер в Париже.
В 1865 году  открыл в головном мозгу две области, известные под названием «Люисово тело» (лат. Corpus Luysii). Член медицинской академии с 1877 года.

## Труды
- «Recherches sur le système nerveux cérébrospinal, sa structure, ses fonctions et ses maladies» (1864);
- «Iconographie photographique des centres nerveux» (1872);
- «Des actions reflexes du cerveau etc.» (1874);
- «Le cerveau et ses fonctions» (1875);
- «Leçons sur la structure et les maladies du système nerveux» (1875).